# 1930年コモンウェルスゲームズ
1930年大英帝国競技大会（British Empire Games）は、1930年8月16日から8月23日までカナダ、オンタリオ州、ハミルトンで行われたコモンウェルスゲームズの第1回大会である。シビック・スタジアム（現在のアイヴァー・ウィン・スタジアム）をメイン会場に開催された。

## 参加の国と地域

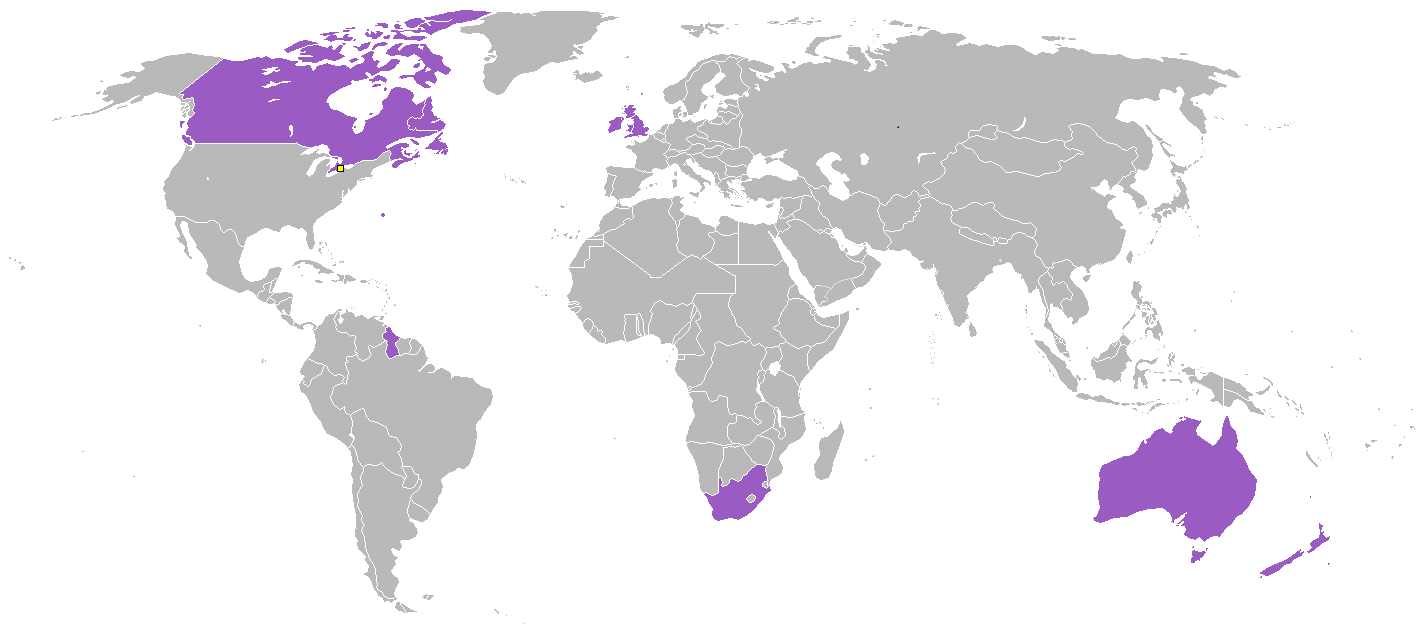
参加国・地域

11の国と地域が参加した。
- イングランド
- ウェールズ
- イギリス領ギアナ
- オーストラリア
- カナダ
- 北アイルランド
- スコットランド
- ニュージーランド
- ニューファンドランド
- バミューダ
- 南アフリカ連邦

## 実施競技
女子選手は競泳のみ出場した。ボートのダブルスカルはカナダ1組のみのエントリーだったため、主催者は特別にアメリカから選手を招待した。
- 陸上競技
- ボクシング
- ローンボウルズ
- ボート競技
- 競泳
- レスリング

## メダル獲得数
| 順 | 国・地域         | 金 | 銀 | 銅 | 計  |
| -- | ---------------- | -- | -- | -- | --- |
| 1  | イングランド     | 25 | 23 | 13 | 61  |
| 2  | カナダ           | 20 | 15 | 19 | 54  |
| 3  | 南アフリカ連邦   | 6  | 4  | 7  | 17  |
| 4  | ニュージーランド | 3  | 4  | 2  | 9   |
| 5  | オーストラリア   | 3  | 4  | 1  | 8   |
| 6  | スコットランド   | 2  | 3  | 5  | 10  |
| 7  | ウェールズ       | 0  | 2  | 1  | 3   |
| 8  | イギリス領ギアナ | 0  | 1  | 1  | 2   |
| 9  | 北アイルランド   | 0  | 1  | 0  | 1   |
|    | 合計             | 59 | 57 | 49 | 165 |